# Facultad de Filosofía y Letras (Universidad de Cantabria)
La Facultad de Filosofía y Letras de la Universidad de Cantabria es el principal centro de estudios dedicado a la docencia y la investigación en Humanidades de la Universidad de Cantabria, en la que destacan los estudios históricos y geográficos.

## Historia
La historia de la Facultad de Filosofía y Letras comenzó con su creación por Real Decreto de 27 de agosto de 1977, si bien tuvo que salvar numerosos obstáculos. A muchos puede que les sorprenda que el primero que planteó la necesidad de la existencia de una Facultad de Filosofía y Letras en Santander fue Víctor de la Serna, fundador del diario La Región, ya en 1925. Aquella propuesta formó parte de un ambiente cultural en los años 20, en el que brillaban las actividades culturales en Cantabria, de la mano de la Institución Libre de Enseñanza y de la Universidad de Liverpool en torno a la Summer School of Spanish. Aquella propuesta tardó muchos años en cuajar. En 1969, Miguel Ángel García Guinea creó la Academia de Filosofía y Letras; en 1977, una vez creada la Universidad de Cantabria, las instituciones locales y universitarias decidieron impulsar con ahínco el nacimiento de la Facultad, aunque aún no se sabía qué rama de las humanidades se impartiría si Filología hispánica o Geografía e Historia. Esto último generó aquel año un gran debate público, que la prensa local reflejó con amplitud, en el que ganó la segunda opción de Geografía e Historia.
La facultad comenzó sus actividades en precario, pues no se disponía de edificio ni de biblioteca, con solo cuatro profesores, que tomaron posesión el 13 de febrero de 1978: Ramón Teja, Ignacio Barandiarán, José A. García de Cortázar y José Ortega Valcárcel. En principio, la sede de la Facultad iba a ser el Edificio de las Salesas, pero mientras se habilitaba este espacio, se pensó en el colegio mayor Juan de la Cosa y Caminos. No obstante, el ministerio no otorgó su permiso, por lo que se acomodó un pequeño espacio de la facultad de Medicina como solución de emergencia.  En marzo de 1978, se eligió al primer decano, Ramón Teja Casuso, y se convocaron las pruebas de selección de estudiantes para la licenciatura de Filosofía y Letras, sección de Geografía e Historia.
Las clases comenzaron en el curso 1978-1979 con casi 250 alumnos en los dos primeros cursos de la carrera y este número se fue incrementando en los años posteriores. En 1987, la facultad se trasladó a su actual ubicación en el Edificio Interfacultativo.
La nota más reseñable de la evolución de la formación humanística de la facultad reside en la sustitución de la Licenciatura en Filosofía y Letras, desarrollada desde 1978, por dos Licenciaturas, una en Geografía y otra en Historia, resultado de la homologación de estos estudios al ámbito europeo, consecuencia directa del proceso de especialización que se consolidó con la separación de los estudios geográficos e históricos en el curso 1994/95, cuyos planes de estudios fueron reformados en 1999.
El siglo XXI ha traído cambios trascendentales para la vida de la Facultad, como fue la introducción de la reforma de Bolonia y el Espacio Europeo de Educación Superior en el año 2004, que trató de fomentar la formación práctica de los estudiantes y se tradujo en la impartición de seis másteres y dos grados nuevos desde el año 2009, así como un Diploma de Historia y Cultura española, impartido en inglés. De este modo, la facultad cuenta, en la actualidad, con más de 500 estudiantes de procedencia diversa, en el que cada vez tiene un mayor peso el componente internacional gracias a la amplia red de convenios que mantiene la facultad con universidades de todo el mundo.

## Organización interna
Los Departamentos que colaboran en la Organización Docente de la Facultad son:
- Departamento de Ciencias Históricas.
- Departamento de Historia Moderna y Contemporánea.
- Departamento de Geografía, Urbanismo y Ordenación del Territorio.
- Departamento de Filología

## Gobierno
El equipo de dirección de la Facultad está formado por:
- Decana de la Facultad de Filosofía y Letras: Virginia María Cuñat Ciscar.
- Responsable de Postgrado y Estudios Propios: Aurora Garrido Martín.
- Responsable de Ordenación Académica y Prácticas: José Ramón Aja Sánchez.
- Coordinador de Vicedecanato de Estudiantes, Movilidad y del Grado en Historia: Francisco Saulo Rodríguez Lajusticia.
- Coordinador del Grado en Geografía y Ordenación del Territorio: Domingo Rasilla Álvarez.

## Docencia
En la Facultad se imparten los títulos de: 

### Grado
- Historia
- Geografía y Ordenación del Territorio
- Diploma in Spanish History and Culture

Según el Ranking de la Fundación BBVA-Ivie, los estudios de la Facultad de Filosofía y Letras se hallan entre los mejor valorados en España. El Grado en Historia ocupa la primera posición y el Grado en Geografía y Ordenación del Territorio, la segunda. 

### Máster
- Máster del Mediterráneo al Atlántico: la Construcción de Europa entre el Mundo Antiguo y Medieval.
- Máster en Patrimonio Histórico y Territorial.
- Máster en Prehistoria y Arqueología.
- Máster en Recursos Territoriales y Estrategias de Ordenación.
- Máster Interuniversitario en Estudios Avanzados en Historia Moderna: la Monarquía de España, Ss. XVI-XVIII.
- Máster Interuniversitario en Historia Contemporánea.

## Investigación
Desde su creación en 1978, la Facultad de Filosofía y Letras ha destacado por el alto nivel de la investigación de su profesorado. La clave de gran parte de dicha investigación reside en el trabajo colaborativo y en red internacional e interuniversitaria de los dieciocho grupos de investigación, que conforman la característica fundamental de la investigación en la Facultad.